# Bojan Pandžić

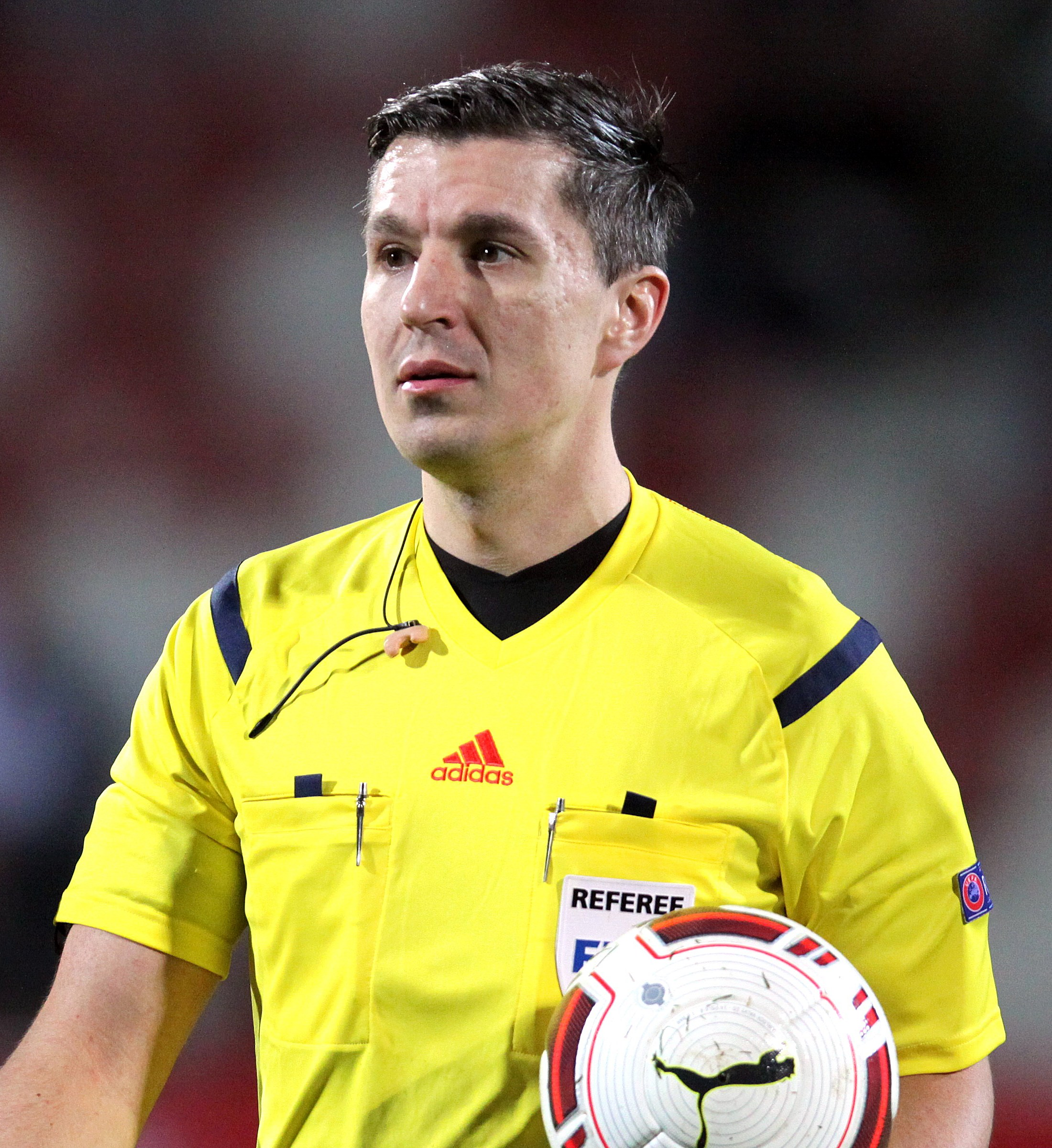
Bojan Pandžić (November 2015)

Bojan Pandžić (* 13. März 1982) ist ein schwedischer Fußballschiedsrichter.

## Sportlicher Werdegang
Pandžić leitet seit 2004 Spiele im schwedischen Profifußball, zur Spielzeit 2009 rückte er in die Allsvenskan auf. Seit 2014 gehört er zu den FIFA-Schiedsrichtern. Dabei pfiff er zunächst Spiele in UEFA-Juniorenwettbewerben und der Qualifikation der Europapokalwettbewerbe, später unter anderem auch Länderspiele im Erwachsenenbereich. So kam er beispielsweise im Rahmen der UEFA Nations League 2020/21 zum Einsatz.
2018 pfiff Pandžić das Endspiel um den schwedischen Landespokal zwischen Djurgårdens IF und Malmö FF. Zwei Jahre später assistierte er Hauptschiedsrichter Glenn Nyberg als Vierter Offizieller beim Endspiel zwischen dem IFK Göteborg und erneut Malmö FF.